# Halobates micans
Halobates micans är en insektsart som beskrevs av Johann Friedrich von Eschscholtz 1822. Halobates micans ingår i släktet Halobates och familjen skräddare. Inga underarter finns listade i Catalogue of Life.

## Bildgalleri

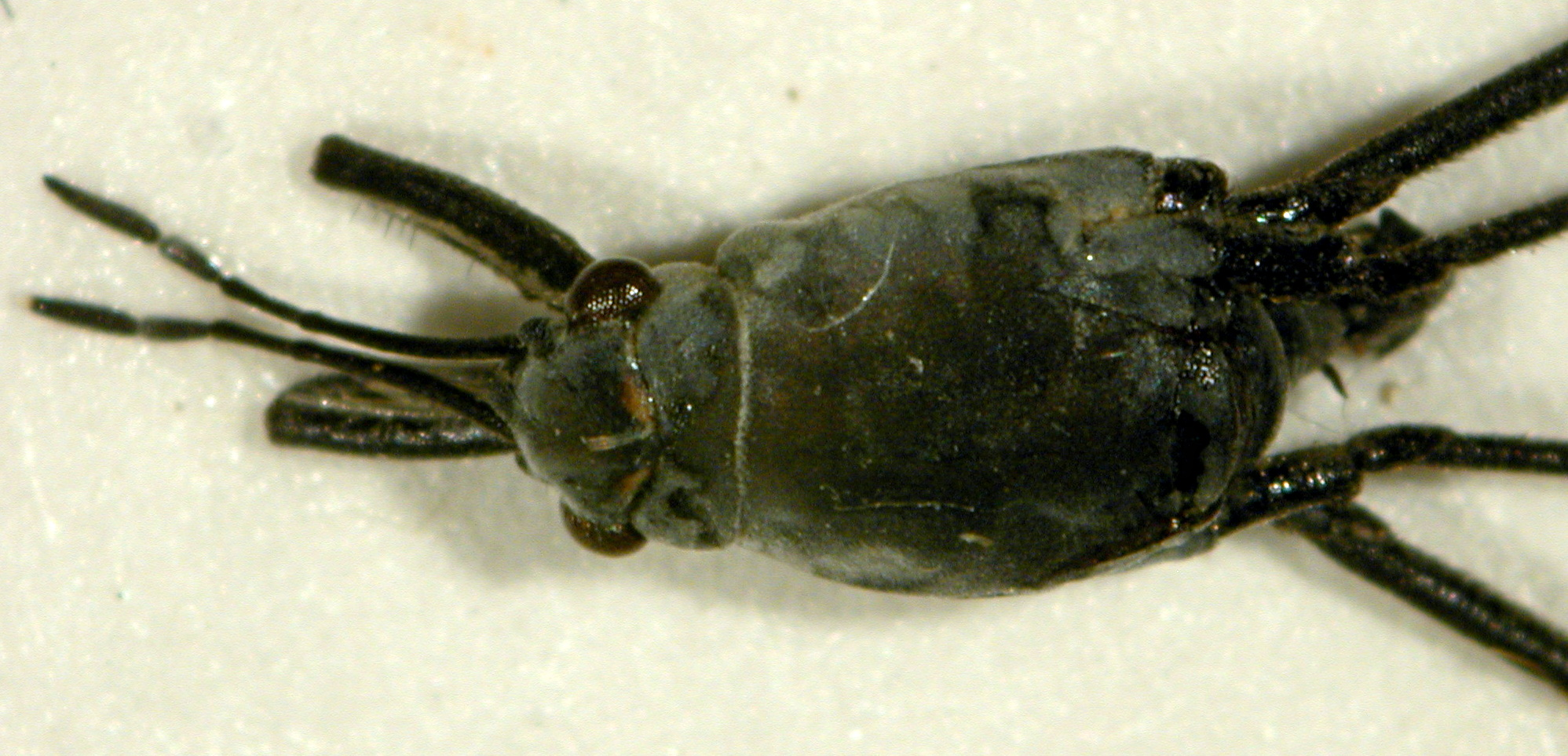